# Municipio de Santa Catarina Barahona
Municipio de Santa Catarina Barahona är en kommun i Guatemala.   Den ligger i departementet Departamento de Sacatepéquez, i den sydvästra delen av landet, 30 km väster om huvudstaden Guatemala City.